# Лучко Лідія
Лідія Лучко (до шлюбу Дьяченко; 28 жовтня 1986, Запоріжжя, Українська РСР, СРСР) — українська волейболістка, центральна блокуюча. Майстер спорту України.

## Із біографії
Вихованка запорізької волейбольної школи. Більшу частину ігрової кар'єри захищала кольори «Орбіти». У складі бакинської «Рабіти» тричі вигравала чемпіонат Азербайджану, грала у фіналі Ліги чемпіонів проти турецького «Вакіфбанку» і була бронзовою призеркою кубка Європейської конфедерації волейболу. Була капітаном «Орбіти» і «Аланти».

## Клуби
| Роки      | Команди                      |
| --------- | ---------------------------- |
| 2007—2008 | «Орбіта» (Запоріжжя)         |
| 2008—2011 | «Рабіта» (Баку)              |
| 2011—2017 | «Орбіта» (Запоріжжя)         |
| 2017—2018 | «Хапоель Іроні» (Кір'ят-Ата) |
| 2018—2022 | «Орбіта» (Запоріжжя)         |
| 2022—2024 | «Аланта» (Дніпро)            |
| 2024—     | «Буковинка» (Чернівці)       |

## Досягнення
- Друга призерка Ліги чемпіонів (1): 2011
- Третя призерка Кубка ЄКВ (1): 2010
- Чемпіонка Азербайджану (3): 2009, 2010, 2011
- Друга призерка кубка Азербайджану (1): 2010
- Чемпіонка України (1): 2025
- Переможниця Кубка ліги (1): 2022
- Переможниця Суперкубка України (1): 2024
- Друга призерка чемпіонату України (3): 2016, 2019, 2024
- Третя призерка чемпіонату України (5): 2014, 2015, 2021, 2022, 2023
- Друга призерка кубка України (4): 2016, 2019, 2024, 2025
- Третя призерка кубка України (2): 2014, 2022
- Друга призерка чемпіонату Ізраїлю (1): 2018

## Статистика
Статистика виступів за клуби (з сезону 2018/2019):
| Сезон   | Клуб                 | Чемпіонат | Чемпіонат | Чемпіонат | Чемпіонат | Кубки | Кубки | Кубки | Кубки    | Єврокубки | Єврокубки | Єврокубки | Єврокубки |
| Сезон   | Клуб                 | Ігри      | Сети      | Очки      | Ср.       | Ігри  | Сети  | Очки  | Ср.      | Ігри      | Сети      | Очки      | Ср.       |
| ------- | -------------------- | --------- | --------- | --------- | --------- | ----- | ----- | ----- | -------- | --------- | --------- | --------- | --------- |
| 2018/19 | «Орбіта» (Запоріжжя) | 32        | 112       | 313       |           | 5     | 17    | 65    |          | 2         | 8         | 20        |           |
| 2019/20 | «Орбіта» (Запоріжжя) | 28        | 98        | 236       |           | 8+1   | 30+3  | 74+7  |          | 2         | 6         | 8         |           |
| 2020/21 | «Орбіта» (Запоріжжя) | 28        | 98        | 193       |           | 0     | 0     | 0     |          | —         | —         | —         | —         |
| 2021/22 | «Орбіта» (Запоріжжя) | 16        | 56        | 133       |           | 6+2   | 23+7  | 48+17 |          | —         | —         | —         | —         |
| 2022/23 | «Аланта» (Дніпро)    | 21        | 66        | 181       |           | 2     | 8     | 18    |          | —         | —         | —         | —         |
| 2023/24 | «Аланта» (Дніпро)    | 16        | 44        | 113       | 2,57      | 3 1   | 9 2   | 30 1  | 3,33 0,5 | —         | —         | —         | —         |
| Всього  |                      |           |           |           |           |       |       |       |          |           |           |           |           |